# Allium monachorum
Allium monachorum — вид рослин з родини амарилісових (Amaryllidaceae); ендемік Красноярського краю Росії.

## Опис
Цибулин по кілька або групами розташовані на скороченому кореневищі, вузько-циліндричні; зовнішні оболонки бурі. Стеблина 60–80(90) см заввишки, з листовими піхвами на 1/3–1/2. Листків 3–4, лінійні, завширшки 4–6 мм. Зонтик кулястий, густий, до 4 см в діаметрі, багатоквітковий (до 225 квіток в суцвітті). Квітконіжки помітно нерівні, в 3–4 рази довші, ніж оцвітина. Листочки оцвітини світлі, блідо-рожеві, майже білі, з нерізкою зеленуватою жилкою.

## Поширення
Ендемік Красноярського краю Росії.